# 投资外包
投资外包是指机构投资者和高净值家庭將投資業務委託給第三方打理。根据 aiCIO杂志调查，2007年至2011年期间，投资外包的規模增长了200% 根据一项調查，大约十分之四的富裕家庭将投资外包給第三方。资产低于5亿美元的家庭中，三分之二的家庭将投資外包給第三方。 